# TJ Jiskra Třeboň (fotbal)
FK Jiskra Třeboň je fotbalový klub z Třeboně hrající Přebor Jihočeského kraje. Největším úspěchem v historii klubu bylo čtyřleté působení ve třetí nejvyšší fotbalové soutěži v Česku (ČFL) v letech 1997–2001.

## Minulé sezóny
- 1993/1994: Přebor Jihočeského kraje – 7. místo
- 1994/1995: Přebor Jihočeského kraje – 8. místo
- 1995/1996: Přebor Jihočeského kraje – 1. místo
- 1996/1997: Divize A – 1. místo
- 1997/1998: ČFL – 8. místo
- 1998/1999: ČFL – 3. místo
- 1999/2000: ČFL – 7. místo
- 2000/2001: ČFL – 17. místo
- 2001/2002: Divize A – 7. místo
- 2002/2003: Divize A – 4. místo
- 2003/2004: Divize A – 7. místo
- 2004/2005: Divize A – 6. místo
- 2005/2006: Divize A – 9. místo
- 2006/2007: Divize A – 5. místo
- 2007/2008: Divize A – 5. místo
- 2008/2009: Divize A – 9. místo
- 2009/2010: Divize A – 4. místo
- 2010/2011: Divize A – 15. místo
- 2011/2012: Přebor Jihočeského kraje – 9. místo
- 2012/2013: Přebor Jihočeského kraje – 7. místo
- 2013/2014: Přebor Jihočeského kraje – 7. místo
- 2014/2015: Přebor Jihočeského kraje – 3. místo
- 2015/2016: Divize A – 16. místo (sestup)
- 2016/2017: Přebor Jihočeského kraje – 10. místo
- 2017/2018: Přebor Jihočeského kraje – 12. místo
- 2018/2019: Přebor Jihočeského kraje – 4. místo
- 2019/2020: Přebor Jihočeského kraje – 14. místo
- 2020/2021: Přebor Jihočeského kraje – 9. místo
- 2021/2022: Přebor Jihočeského kraje – 11. místo
- 2022/2023: Přebor Jihočeského kraje – 5. místo
- 2023/2024: Přebor Jihočeského kraje – 4. místo
- 2024/2025: Přebor Jihočeského kraje – 4. místo

## Minulé tradice
Navazuje na tradici třeboňských sportovních klubů již od založení SK Třeboň a Sokola Třeboň v roce 1884.